# واشینگتن (نیویورک)
واشینگتن (به انگلیسی: Washington) یک منطقهٔ مسکونی در ایالات متحده آمریکا است که در شهرستان داچس، نیویورک واقع شده‌است. واشینگتن ۱۵۲٫۵۱ کیلومتر مربع مساحت و ۴٬۵۲۲ نفر جمعیت دارد و ۱۸۵ متر بالاتر از سطح دریا واقع شده‌است.